# Municipio de San José Chiapa
El municipio de San José Chiapa es uno de los 217 municipios que conforman al estado mexicano de Puebla. Su cabecera es la localidad de San José Chiapa.

## Geografía
El municipio de San José Chiapa se encuentra localizada en la zona centro-oriente del estado de Puebla y en sus límites con el estado de Tlaxcala. Tiene una extensión territorial de 177.551 kilómetros cuadrados y sus coordenadas geográficas extremas son 19°11′ - 19°19′ de latitud norte y 97°37′ - 97°50′ de longitud oeste. Su altitud fluctúa entre 2300 y 2500 metros sobre el nivel del mar.
San José Chiapa limita al oeste en tres secciones diferentes con el municipio de Nopalucan y en dos con el municipio de Rafael Lara Grajales, al sur con el municipio de Mazapiltepec de Juárez, al sureste con el municipio de San Salvador el Seco y al noreste con el municipio de Oriental. Al norte limita con el estado de Tlaxcala, en particular con el municipio de Huamantla, el municipio de Cuapiaxtla y el municipio de El Carmen Tequexquitla.

## Demografía
De acuerdo a los resultados del Censo de Población y Vivienda de 2010 realizado por el Instituto Nacional de Estadística y Geografía, la población total de San José Chiapa asciende a 8 087 personas; de las que 3966 son hombres y 4121 son mujeres.

### Localidades
El municipio incluye en su territorio un total de 48 localidades. Las principales, considerando su población del censo de 2010 son:
| Localidad                       | Población |
| Total Municipio                 | 8 087     |
| San José Chiapa                 | 4 821     |
| San José Ozumba                 | 1 528     |
| Nuevo Vicencio                  | 581       |
| San José Morelos (Los Ocotes)   | 311       |
| San Isidro Ovando (La Ambición) | 248       |

## Política
El gobierno del municipio de San José Chiapa le corresponde al Ayuntamiento que tiene su sede en la cabecera municipal; el ayuntamiento se encuentra conformado por el presidente municipal, un Síndico y el cabildo integrado por ocho regidores, seis electos por el principio de mayoría relativa y dos por el de representación proporcional. 
Todos son electos mediante el voto universal, directo y secreto en un proceso electoral celebrado el primer domingo de junio del año de la elección y que asumen sus cargos el 15 de febrero del siguiente año, por un periodo de tres años que no son reeligibles para el inmediato pero si de forma alternada.

### Representación legislativa
Para la elección de diputados locales representantes de la población en el Congreso de Puebla y diputados federales integrantes de la Cámara de Diputados de México, el municipio de San José Chiapa se encuentra integrado en los siguientes distritos electorales:
Local:
- Distrito electoral local 13 de Puebla con cabecera en Tepeaca.[6]

Federal:
- Distrito electoral federal 8 de Puebla con cabecera en Ciudad Serdán.[7]

### Presidentes municipales
- (1999 - 2001): José María Gómez Parraguirre
- (2002 - 2005): Jesús Zúñiga Méndez
- (2005 - 2008): Balbina Violeta López Espinoza
- (2008 - 2011): José Miguel López Reyes
- (2011 - 2014): José Filogonio Vargas Torres
- (2014 - 2018): Josué Martínez Santos